# 심장정맥동굴 판막
심장 해부학에서 심장정맥동굴 판막(valve of the coronary sinus, 관상정맥판, 관상정맥동판막, 관상정맥동판) 또는 아담 크리스티안 테베시우스(Adam Christian Thebesius)의 이름을 따서 테베시우스 판막(Thebesian valve, 테베시안 판막)은 관상동이 우심방으로 배수되는 심장정맥동굴(관상정맥동) 입구에 위치한 판막이다. 이는 심장이 수축하는 동안 혈액이 관상동으로 역류하는 것을 방지한다.

## 같이 보기
- 심장 판막

## 참조
이 문서는 현재 퍼블릭 도메인에 속하는 그레이 해부학 제20판(1918) page 531의 내용을 기초로 작성된 글이 포함되어 있습니다.